# Чемпионат СССР по дзюдо
Чемпионат СССР по дзюдо — соревнование по дзюдо за звание чемпиона СССР. Стал проводиться позднее чем участие СССР в чемпионатах мира по дзюдо (причиной было то, что кроме Сборной СССР по дзюдо до 1972 года дзюдо нигде больше не преподавалось, а в сборную набирали самбистов). В отличие от других стран, где национальные чемпионаты по дзюдо предшествовали международным соревнованиям, СССР стал участвовать в международных соревнованиях по дзюдо с 1962 года (матчевые встречи с командами из соцстран — с 1957 года), в то время как первый национальный чемпионат был проведён только через одиннадцать лет. Впервые был проведён в 1973 году в Киеве и в дальнейшем проходил ежегодно, за исключением 1975 года. Последний чемпионат был проведён в 1991 году. В 1992 году в связи с распадом СССР прошёл единственный Чемпионат СНГ по дзюдо.
| Год  | № | Дата                                                                                                  | Место проведения                                                                                      |
| ---- | --- | --- | --- |
| 1973 | 1-й чемпионат                                                                                         | 7-9 декабря 1973 года                                                                                 | Киев, Украинская ССР                                                                                  |
| 1974 | 2-й чемпионат                                                                                         | 26-28 июля 1974 года                                                                                  | Рига, Латвийская ССР                                                                                  |
| 1975 | не состоялся, чемпионские титулы были разыграны на соревнованиях по дзюдо на Спартакиаде народов СССР | не состоялся, чемпионские титулы были разыграны на соревнованиях по дзюдо на Спартакиаде народов СССР | не состоялся, чемпионские титулы были разыграны на соревнованиях по дзюдо на Спартакиаде народов СССР |
| 1976 | 3-й чемпионат                                                                                         | 23-25 марта 1976 года                                                                                 | Москва, РСФСР                                                                                         |
| 1977 | 4-й чемпионат                                                                                         | 28-31 июля 1977 года                                                                                  | Баку, Азербайджанская ССР                                                                             |
| 1978 | 5-й чемпионат                                                                                         | 27-30 июля 1978 года                                                                                  | Липецк, РСФСР                                                                                         |
| 1979 | 6-й чемпионат                                                                                         | 29 июля-4 августа 1979 года                                                                           | Москва, РСФСР                                                                                         |
| 1980 | 7-й чемпионат                                                                                         | 10-16 марта 1980 года                                                                                 | Запорожье, Украинская ССР                                                                             |
| 1981 | 8-й чемпионат                                                                                         | 2-5 июля 1981 года                                                                                    | Минск, Белорусская ССР                                                                                |
| 1982 | 9-й чемпионат                                                                                         | 21-24 октября 1982 года                                                                               | Кишинёв, Молдавская ССР                                                                               |
| 1983 | 10-й чемпионат                                                                                        | 18-24 октября 1983 года                                                                               | Москва, РСФСР                                                                                         |
| 1984 | 11-й чемпионат                                                                                        | 23-26 февраля 1984 года                                                                               | Каунас, Литовская ССР                                                                                 |
| 1985 | 12-й чемпионат                                                                                        | 4-7 июля 1985 года                                                                                    | Челябинск, РСФСР                                                                                      |
| 1986 | 13-й чемпионат                                                                                        | 18-21 сентября 1986 года                                                                              | Москва, РСФСР                                                                                         |
| 1987 | 14-й чемпионат                                                                                        | 12-15 февраля 1987 года                                                                               | Ленинград, РСФСР                                                                                      |
| 1988 | 15-й чемпионат                                                                                        | 4-7 февраля 1988 года                                                                                 | Алма-Ата, Казахская ССР                                                                               |
| 1989 | 16-й чемпионат                                                                                        | 26-29 января 1989 года                                                                                | Минск, Белорусская ССР                                                                                |
| 1990 | 17-й чемпионат                                                                                        | 1990 год                                                                                              | Киев, Украинская ССР                                                                                  |
| 1991 | 18-й чемпионат                                                                                        | 1991 год                                                                                              | Минск, Белорусская ССР                                                                                |